# Ilomilo
Pour les articles homonymes, voir Ilomilo (chanson de Billie Eilish).
ilomilo  est un jeu vidéo de réflexion développé par Southend Interactive et Microsoft Game Studios, sorti en 2010 sur Windows, Windows Phone et Xbox 360.

## Accueil
- Destructoid :  8/10[1]
- Eurogamer : 9/10[2]
- Gameblog : 6/10[3]
- The Guardian : 4/5[4]
- IGN : 8/10[5]
- Jeuxvideo.com : 16/20[6]
- Pocket Gamer : 7/10 (ilomilo plus)[7]
- The Telegraph : 8/10[8]